# Haplophyllum linifolium
Haplophyllum linifolium es una especie herbácea  perteneciente a la familia Rutaceae. 

## Descripción
Es una planta herbácea con la base algo lignificada, con varios tallos, de hasta medio metro de altura, las hojas de 20-30 x 4-3 mm, sentadas, alternas, de ovado-lanceoladas a lineares, con envés pubescente y haz glabro, muy juntas en la base del tallo y más distanciadas en la parte superior. La inflorescencia es un corimbo denso. Brácteas lineares, glabras. Sépalos diminutos, ovado-triangulares, ciliados. Pétalos de 8 mm de largo por 6 de ancho, aovados, bruscamente estrechados en una uña hacia la base. Los frutos en forma de cápsulas de 4-7 mm,  pentaloculares, más largas que el pedicelo, con gran cantidad de glándulas translúcidas y con ápice acuminado y ligeramente ciliado.Florece de junio a julio.

## Distribución y hábitat
Se encuentra sobre suelos básicos o margos yesosas. Muy localizado, en el litoral, Aljarafe, Subbética en el centro sur y este de España y Norte de África.

## Taxonomía
Haplophyllum linifolium fue descrita por Carlos Linneo y combinada en su nombre actual por G.Don fil. en Gen. Syst, 1. 780 (1831)
Sinonimia
- Haplophyllum hispanicum Spach
- Ruta linifolia L.[2]
- Haplophyllum pubescens Boiss.[3]

## Nombre común
- Castellano: ruda, ruda de romero, ruda silvestre con hoja de lino.[2]
- Valenciano: ruda de fulla estreta.